# Jean-Luc Bilodeau
Jean-Luc Bilodeau (ur. 4 listopada 1990 w Vancouver) – kanadyjski aktor telewizyjny i filmowy.

## Życiorys
Urodził się w Vancouver jako syn Barby i Raymonda Bilodeau. Przez osiem lat uczył się tańca. W 2008 ukończył Holy Cross Regional High School. Do aktorstwa przekonała go jego siostra Daniella, która była agentem gwiazd filmowych.
W wieku 8 lat wystąpił w reklamie zdalnie sterowanego autka. Zagrał rolę małego Bobby’ego w komediodramacie Ill Fated (2004) u boku Paula Campbella i Petera Outerbridge’a. Stał się znany z roli Josha Tragera, bohatera amerykańskiego serialu Kyle XY, emitowanego przez kanał ABC Family, a od 12 stycznia 2007 przez TVP1. Pojawił się w teledysku kanadyjskiej piosenkarki Emmalyn Estrada do piosenki „Don’t Make Me Let You Go” (2010).
Wystąpił również w filmie Szesnaście życzeń z Debby Ryan, który swoją premierę miał 25 czerwca 2010 na Disney Channel i 16 lipca 2010 na Family Channel. W Polsce zaś miał swoją premierę 24 grudnia 2010.

## Filmografia

### Filmy
- 2004: Ill Fated (2004) jako młody Bobby
- 2007: Upiorna noc halloween (Trick 'r Treat) jako Schrader
- 2009: Spectacular (TV) jako Gwiazda Spangled Boy
- 2010: Szesnaście życzeń (16 wishes, TV) jako Jay Kepler
- 2011: Wymiatacz (BestPlayer, TV) jako Ash
- 2012: Love Me to Death jako Harry Townsend
- 2012: Pirania 3DD (Piranha 3DD) jako Josh
- 2012: Lol jako Jeremy
- 2015: All in Time jako Clark
- 2017: Axis jako Barry (głos)

### Seriale TV
- 2006–2009: Kyle XY jako Josh Trager
- 2008: Nie z tego świata (Supernatural) jako Justin
- 2009: Brygada (The Troop) jako Lance Donovan
- 2009: Zwykła/niezwykła rodzinka (No Ordinary Family) jako Bret Martin
- 2012–2017: Dzidzitata (Baby Daddy) jako Ben Wheeler